# المجلس الأعلى لإعادة البناء الوطني
المجلس الأعلى لإعادة البناء الوطني هو المجلس العسكري الذي أشرف على حكومة كوريا الجنوبية في الفترة من 16 مايو 1961 حتى إنشاء الجمهورية الثالثة في كوريا الجنوبية في 1963. في بدايه تأسيسه حمل اسم اللجنة العسكرية الثورية. وقد كانت غالبية أعضاء المجلس من ضباط الجيش المشاركين أو الداعمين لانقلاب 16 أيار / مايو والذي أطاح بالجمهورية الثانية في كوريا الجنوبية. رأس المجلس في البداية تشانغ دو يونغ، وبعد ذلك باك تشونغ هي. في حين ظل رئيس الجمهورية، ين بو سون في منصبه رئيساً صورياً للبلاد.

## تسلسل الاحداث
انتهت الجمهورية الكورية الجنوبية الثانية بشكل عملي عقب الانقلاب العسكري الذي قاده اللواء (لاحقا جنرال) باك تشونغ هي في 16 مايو 1961 . ورغم ان بارك كان من أعضاء المجموعة العسكرية التي كانت تدفع باتجاه إلغاء تسييس الجيش. الا ان عدم رضاهم عن تدابير التنظيف التي اتخذتها حكومة الجمهورية الثانية، جعل ضباط الجش يتخذون قرارا بان يستولوا على مقاليد السلطة في البلاد.
و في اعقاب حركتهم وعد القادة العسكريون باعادة الحكومة إلى نظام ديمقراطي في اقرب وقت ممكن. وفي 2 ديسمبر 1962، تم إجراء استفتاء على العودة إلى نظام الحكم الرئاسي، وقد نجح الاستفتاء مع غالبية 78% مؤيدة لعودة النظام الرئاسي. ورغم ان بارك وغيره من القادة العسكريين تعهدوا بعدم الترشح في الانتخابات القادمة. الا انه قام بترشيح نفسه في انتخابات عام 1963. والتي فاز فيها بهامش ضئيل

## الاقتصاد خلال فترة المجلس
يعتبر المجلس الاعلى أول حكومة كورية جنوبية بدأت بعملية التخطيط الاقتصادي. وقد قامت بوضع الاسس لأول خطة خمسية لكوريا الجنوبية وأدخلتها موضع التنفيذ في عام 1962. وعلى الرغم من أن حكومة الجمهورية الثانية قد أرست الأسس لتخطيط وتنفيذ الخطط الخمسية لادارة الاقتصاد الكوري، الا انها كانت فاشلة ولم تتمكن من وضعها موضع التنفيذ.